# Prêt à jeter
Pour plus de détails, voir Fiche technique et Distribution.
Prêt à jeter est un documentaire réalisé par Cosima Dannoritzer (de) en 2010. Son titre d'origine en allemand est : Kaufen für die Müllhalde. Il a pour sujet l'obsolescence programmée des produits de consommation courante (biens de consommation). Ce principe industriel et commercial vise à réduire soit la durée de vie du produit manufacturé, soit celle d'un de ses composants. 
Le film est sorti en salles en 2010 dans quelques pays. Il a été diffusé pour la première fois en France sur Arte le 15 février 2011.
En anglais, son titre est The Light Bulb Conspiracy (La conspiration de l'ampoule électrique) et son sous-titre Pyramids of Waste (Pyramides de déchets). Ce titre en anglais évoque l'exemple d'un accord secret survenu entre tous les fabricants d'ampoules au monde, dans le cadre du Cartel Phœbus visant, entre 1924 et 1939, à limiter la durée de vie des ampoules à 1 000 heures seulement.

## Synopsis
Un historique de cette stratégie commerciale et industrielle visant à limiter la durée de vie de certains produits ou appareils est relaté à travers plusieurs exemples particulièrement significatifs. 

### Exemples traités
- L'ampoule électrique (avec pour contre-exemple l'ampoule centenaire d'une caserne de pompiers de Livermore aux États-Unis qui brille depuis 1902.
- L'ampoule allemande de marque Narva (de) (dont la durée de vie était de 150 000 heures) inventée par Dieter Binninger (de). Le rapport lumens par watt de l'ampoule n'est toutefois pas évoqué.
- La Chevrolet de General Motors et son design différent chaque année, contrairement à la Ford T et son modèle unique.
- Les bas ou collants en nylon ultra-résistant, sous licence Dupont de Nemours.
- L'imprimante en panne (Epson Stylus C42UX) de Marcos Lopez en Espagne, qui pourra être débloquée grâce à un logiciel russe[2].
- La batterie d'un baladeur numérique (l'iPod classic) et le recours collectif de clients américains.

## Fiche technique
Durée : 75 min
Produit par : Arte France, Radio Televisión Española, Televisió de Catalunya. En coproduction avec : Article Z, Media 3.14.

## Suite:La tragédie électronique
En 2014 sort la suite de Prêt à jeter, elle aussi réalisée par Cosima Dannoritzer (de), intitulée La tragédie électronique. Ce nouveau film est construit  comme le prolongement du précédent (Prêt à jeter), remontant la filière du recyclage.

## Critique
L'économiste Alexandre Delaigue critique « un documentaire manipulateur et complotiste » . Il considère que l'obsolescence programmée est un mythe, favorisé par le biais du survivant, et mis notamment en avant par les distributeurs qui vendent des extensions de garantie.